# 金德贝格
金德贝格是奥地利施蒂利亚州米尔茨楚施拉格县的一个市镇。总面积90.67平方公里，总人口8399人，人口密度93人/平方公里（2024年）。
该市位于米尔茨河谷，因其在钢铁加工和机械制造等领域的工业特色而在经济上具有重要地位。金贝格的特色之一是定期成功参加欧洲最大的花卉装饰比赛。此外，历史地标“金德贝行会树"（"Kindberger Zunftbaum"）也十分著名，它象征着当地悠久的手工艺传统。